# Direcció general per a Iberoamèrica i el Carib
La Direcció general per a Iberoamèrica i el Carib és un òrgan de gestió de la Secretaria d'Estat de Cooperació Internacional i per a Iberoamèrica i el Carib del Ministeri d'Afers Exteriors, Unió Europea i Cooperació d'Espanya.

## Funcions
Les funcions de la Direcció general es regulen en l'article 5 del Reial decret 768/2017:
- La proposta i execució de la política exterior d'Espanya a Iberoamèrica i el Carib.
- L'impuls de les relacions bilaterals amb els països que engloba.
- L'assistència al titular de la Secretària d'Estat en la preparació i coordinació de les Cims Iberoamericans.
- L'assistència al titular de la Secretaria d'Estat en el disseny i impuls de les activitats de la Comunitat Iberoamericana de Nacions.
- L'assistència al titular de la Secretària d'Estat en la col·laboració i suport a les funcions de la Secretaria General Iberoamericana.
- L'assistència al titular de la Secretària d'Estat en el foment i la coordinació de la presència d'Espanya en l'OEA i en els diferents organismes i entitats multilaterals d'àmbit iberoamericà, sense perjudici de les competències d'altres Departaments, així com el seguiment d'altres iniciatives i fòrums multilaterals d'aquesta àrea geogràfica.

## Estructura
De la Direcció general depenen els següents òrgans:
- Subdirecció General de Mèxic, Centreamèrica i Carib.
- Subdirecció General de Països Andins.
- Subdirecció General de Països del MERCOSUR i Organismes Multilaterals Iberoamericans.

## Directors generals
- Antonio Pérez-Hernández y Torra[2]
- Pablo Gómez de Olea Bustinza (2012-2017)
- Juan Carlos Sánchez Alonso (2010-2011)
- Juan Carlos Sánchez Alonso (2008-2010)
- Francisco Javier Sandomingo Núñez (2004-2008)
- Jaime Lacadena Higuera (2002-2004)
- Alberto Carnero Fernández (2000-2002)
- Eduardo Gutiérrez Sáenz de Buruaga (1996-2000)
- Yago Pico de Coaña y de Valicourt (1987-1996)
- Juan Pablo de Laiglesia y González de Peredo (1985-1987)
- María de las Mercedes Rico Carabias (1983-1985)
- Carlos Miranda y Elio (1982-1983)
- Felipe de la Morena y Calvet (1982)
- Emilio Cassinello Aubán (1982)
- Pedro Bermejo Marín (1979-1982)
- Salvador Bermúdez de Castro y Bernales (1977-1979)